# Bão Jongdari (2018)
Bão Jongdari là một cơn bão nhiệt đới mạnh, kéo dài và thất thường ảnh hưởng đến Nhật Bản và Hoa Đông vào cuối tháng 7 và đầu tháng 8 năm 2018. Được hình thành là cơn bão thứ mười hai của mùa bão 2018 gần Okinotorishima vào ngày 24 tháng 7, Jongdari dần dần tăng cường và phát triển thành cơn bão thứ tư của năm vào ngày 26 tháng 7. Bị ảnh hưởng bởi một đỉnh núi thấp và cận nhiệt đới, Jongdari đã thực hiện một cuộc truy cập ngược chiều kim đồng hồ ở phía đông nam Nhật Bản vào ngày hôm sau. Vào thời điểm đó, nó cũng đạt đến cường độ đỉnh. Cơn bão đổ bộ vào bán đảo Kii, qua tỉnh Mie của Nhật Bản vào đầu ngày 29 tháng 7.
Jongdari là một trong bốn cơn bão nhiệt đới Thái Bình Dương kể từ năm 1951, tiếp cận Honshu trên quỹ đạo phía tây; những cơn bão khác là Bão Viola vào năm 1966, Bão nhiệt đới Ben năm 1983, và Bão Lionrock vào năm 2016.

## Lịch sử khí tượng

### Hình thành và phát triển
Một sự xáo trộn nhiệt đới hình thành phía đông nam của Guam vào ngày 19 tháng 7 và theo dõi về phía tây đều đặn. Sau khi ban hành Cảnh báo Hình thành Cơn bão Nhiệt đới vào ngày 21 tháng 7, Trung tâm Cảnh báo bão Liên hợp (JTWC) đã nâng cấp hệ thống lên một i vào ngày 22 tháng 7, mặc dù vị trí của trung tâm lưu thông cấp thấp không rõ ràng.  Tuy nhiên, Cơ quan Khí tượng Nhật Bản (JMA) đã báo cáo nó như là một khu vực áp suất thấp cho đến khi nó được nâng cấp lên một áp thấp nhiệt đới vào cuối ngày 23 tháng 7. Sau khi củng cố chậm trong vài ngày, hệ thống đã được nâng cấp thành một cơn bão nhiệt đới gần Okinotorishima vào khoảng 18:00 ngày 24 tháng 7 bởi các cơ quan như JMA và JTWC, với một tên quốc tế Jongdari. Hình ảnh vi sóng cho thấy một mắt kính hình thành ở mức độ thấp vào ngày hôm sau, cho thấy một hệ thống hợp nhất. Sau khi JMA nâng cấp Jongdari lên một cơn bão nhiệt đới nghiêm trọng vào buổi trưa, hệ thống tăng tốc về phía đông bắc dưới ảnh hưởng của một sườn núi gần xích đạo ở phía nam.
Vào ngày 26 tháng 7, khi Jongdari bắt đầu tương tác với một lõi lạnh cấp thấp ở phía bắc làm tăng lưu lượng poleward tăng cường đáng kể, nó tăng cường một cơn bão vào buổi chiều bất chấp việc cắt gió theo chiều dọc không thuận lợi. Trong nhiệt độ bề mặt biển ấm từ 29 đến 30 °C (84 đến 86 °F) gần quần đảo Ogasawara, JMA báo cáo rằng Jongdari đã đạt tới cường độ đỉnh vào lúc 00:00 UTC vào ngày 27 tháng 7, với sức gió tối đa kéo dài mười phút 140 km/h (85 mph) và áp suất trung tâm tối thiểu 965 hPa (28,50 inHg). Mặc dù JTWC đã chỉ ra Jongdari đạt cường độ đỉnh vào lúc 12:00 UTC với vận tốc gió tối đa duy nhất là 175 km/h (110 dặm / giờ), con mắt gồ ghề của Jongdari thường xuyên nhìn thấy được với cấu trúc thon dài do sự tương tác cao hơn của mức thấp đã di chuyển về phía tây bắc của cơn bão. Khi ảnh hưởng chỉ đạo chuyển sang một sườn núi cận nhiệt đới về phía đông bắc, Jongdari thực hiện một lượt ngược chiều kim đồng hồ đến phía đông nam của Nhật Bản.

### Suy yếu và tan dần
Jongdari bắt đầu bị ngập lụt do sụt lún vào ngày 28 tháng 7, vì hiệu ứng Fujiwhara đã làm cho việc di chuyển ở cấp độ thấp ở phía tây của cơn bão . Nó cũng bắt đầu một xu hướng suy yếu trong khi tăng tốc về phía tây bắc và sau đó về phía tây về phía đảo Honshu của Nhật Bản. Vào khoảng 01:00 JST vào ngày 29 tháng 7 (16:00 UTC), cơn bão Jongdari đổ bộ lên Ise, tỉnh Mie với gió dài tối đa mười phút ở tốc độ 120 km/h và áp suất trung tâm 975 hPa (28,79) inHg). Nó suy yếu nhanh chóng trong nội địa và đổ bộ lần thứ hai trên Buzen, Quận Fukuoka vào khoảng 17:30 JST (08:30 UTC), với sức gió dài 10 phút 75 km/h và áp suất trung tâm 992 hPa (29,29 inHg). Vào khoảng 10:30 CST (02:30 UTC) vào ngày 3 tháng 8, cơn bão nhiệt đới Jongdari đổ bộ xuống Jinshan District, Thượng Hải. [17] Jongdari nhanh chóng suy yếu sau khi đổ bộ, trước khi tan biến vào ngày hôm sau.

## Tác động

### Nhật Bản
Kể từ khi Lark ước tính hạ cánh tại Nhật Bản vào ngày 28, tác động chính của hạ mưa khu vực Kansai nặng vào đầu tháng bảy, Cơ quan Khí tượng Nhật Bản kêu gọi sự chú ý của công chúng đến động trước khi bão đổ bộ, nó mang lại ngăn chặn sạt lở đất, lũ lụt và các thảm họa khác; trong All Nippon Airways vào ngày 28 tokyo sân bay quốc tế và sân bay quốc tế Narita, Japan Airlines, đào và Jetstar Japan Airlines có tổng cộng 263 chuyến bay bị ảnh hưởng, ảnh hưởng đến khoảng bốn triệu người, vào ngày hôm sau sân bay quốc tế trung ương Nhật Bản và Kansai sân bay quốc tế có bốn hãng hàng không có tổng cộng 140 chuyến bay bị ảnh hưởng, ảnh hưởng đến khoảng 1,4 triệu người đi du lịch; Lark mang foehn đông bắc Nhật Bản, Niigata city, hơn ba thành phố lớn và được đo tại các trạm thời tiết nhiệt độ cao 39,5 độ C, nhiệt độ cao nhất kể từ khi có một kỷ lục, trong khi thành phố Sakai, trạm thời tiết Fukui Prefecture đã đo được nhiệt độ 39 độ C, kết quả là 150.000 cúp điện hạ cánh.
Tsu ở Mie Prefecture, nhôm đã bị lộ, bị thương hai người, Iga City, với các quận, có 30 cây bị đốn ngã; có cho sử dụng cá nhân trong đường Odawara Quốc, Kanagawa Prefecture 135 xe hơi, xe cảnh sát và xe cứu thương đã được mười lăm thổi bay đi bởi biển cả, hai người bị thương tại thời điểm thoát; cơn gió mạnh đã bị hỏng ở Atami, Shizuoka nhà kính nhà hàng khách sạn của, năm người đã bị nghiền nát Cắt kính, cây sơn ca đã gây ra 24 vết thương ở Nhật Bản. Dịch vụ xe lửa JR-West bị hoãn hoặc hủy do bão. Mặc dù Jongdari không trực tiếp trúng khu vực Hokuriku, nó đã mang lại föhn gió đến khu vực này bởi vì nó nằm ở phía dưới gió dốc của dãy núi Alps Nhật Bản. Tỉnh Niigata ghi nhận nhiệt độ gần 40 °C (104 °F).